# Дубина Кузьма Кіндратович
Кузьма́ Кіндра́тович Дубина (23 жовтня 1906, Новопавлівка — 22 вересня 1967, Київ) — український радянський історик, дослідник історії України періоду радянсько-німецької війни, професор, доктор історичних наук, Заслужений діяч науки УРСР (.01.1967). Батько відомого українського журналіста, історика Дубини Олександра Кузьмича (1953 - 2015).

## Біографія
Народився в селі Підгородному (нині в складі села Новопавлівки Межівського району Дніпропетровської області).
- З 1929 до 1931 року працював робітником кооперативу села Пантелеймонівки на Донеччині.
- Член ВКП(б) з 1931 року.
- у 1931–1933 роках — слухач радпартшколи в місті Артемівську (Бахмуті) Донецької області.
- у 1933–1934 роках — директор Ворошиловградського відділення Всесоюзного інституту заочної партійної освіти.
- у 1934–1936 роках — викладач історії ВКП(б) Донецьких обласних партійних курсів у місті Маріуполі.
- у 1936 році закінчив Ленінградський інститут журналістики.
- у 1936–1937 роках — слухач Інституту червоної професури в Києві.
- у 1937– грудні 1938 року — заступник відповідального керівника РАТАУ в Києві.
- у 1939–1941 роках — завідувач кафедри марксизму-ленінізму Київського авіаційного інституту.
- у 1941–1943 роках — лектор ЦК КП(б)У в Києві, Москві та Харкові.
- у 1943–1948 роках — директор Державного політичного видавництва УРСР (Укрдержвидаву).
- у 1948–1949 роках — дисертант Академії суспільних наук при ЦК ВКП(*б) у Москві. У 1949 році захистив кандидатську дисертацію.
- у 1949–1951 роках — завідувач сектору науки і культури Ради міністрів Української РСР.
- у 1951–1954 роках — завідувач кафедри марксизму-ленінізму Київського інженерно-будівельного інституту.
- у 1954–1956 роках — завідувач кафедри марксизму-ленінізму Київського державного університету.
- у 1956–1964 роках — директор (ректор) Інституту підвищення кваліфікації викладачів суспільних наук при Київському державному університеті.
- у 1964–1965 роках — в.о. директора Інституту історії АН УРСР.
- у 1965–1967 роках — директор Інституту історії АН УРСР (нині Інститут історії України НАН України). Був головою вченої ради цього інституту, членом вчених рад Київського університету та Інституту історії партії при ЦК КПУ, головним редактором «Українського історичного журналу», членом редколегії журналу «Комуніст України». Очолював правління Українського товариства охорони пам'яток історії та культури.

Могила Кузьми Дубини

Помер у Києві 22 вересня 1967 року. Похований на Байковому кладовищі.

## Наукова робота
За сукупністю робіт з теми «Ленінська теорія соціалістичної революції» захистив докторську дисертацію. Підготував 18 кандидатів історичних наук. Редактор і співавтор праць:
- «Історія Української РСР» (в 2-х томах; 1967);
- «Українська РСР у Великій Вітчизняній війні Радянського Союзу 1941—1945» (в 3-х томах; 1967—1969).

### Твори
- 778 трагічних днів Києва. К., 1945; [Архівовано 4 серпня 2020 у Wayback Machine.]
- Ленінська теорія соціалістичної революції і її всесвітньо-історичне значення. К., 1959;
- В годы тяжелых испытаний. К., 1962; Історія Української РСР. К., 1967 (у співавторстві).

## Нагороди
Нагороджений орденами Червоного Прапора, Трудового Червоного Прапора, «Знак Пошани», медалями, а також Бойовим Хрестом і двома медалями Чехословаччини.

## Погляди
4 серпня 1962 року директор Інституту історії АН УРСР К. Дубина в розмові з першим секретарем Київського обкому компартії П. Шелестом скаржився на відсутність наукової етики з боку ряду московських вчених на чолі з академіком І. Мінцем, які на догоду ідеологічним міркуванням спотворюють історію України, звинувачують у націоналізмі та сепаратизмі окремих українських державних діячів. Зі щоденника Петра Шелеста:

«4 серпня 1962 року. Прийняв К. Дубину — професора, доктора історичних наук. Він розповів про складну обстановку в Інституті історії партії при ЦК КПУ. Готується друге видання історії КПУ. Багато питань фальсифікується, принижується роль комуністів України у боротьбі за встановлення радянської влади. Багато керівників того часу трохи не звинувачують у націоналізмі та сепаратизмі. Назаренко (директор Інституту історії партії при ЦК КПУ — філіалу Інституту марксизму-ленінізму при ЦК КПРС) стоїть на правильних позиціях, але москвичі — Снєгов (доктор історичних наук, професор) і Мінц — все роблять для того, щоб принизити роль та значення КПУ. Просить мене знайти можливість про все розповісти М. В. Підгорному. Його прохання виконав. «Майстрів-фальсифікаторів» у нас вистачає, на цьому навіть учені звання дістають».